# 何文钦
何文钦（1922年2月—），男，河南遂平人，中华人民共和国政治人物。中共十二大代表。

## 生平
1947年1月成为洛阳栾川县第一任县委书记。
新中国成立后，何文钦任江门市人民政府市长、市委书记，西安803厂厂长，重庆江陵机械厂厂长，成都电讯工程学院党委副书记。1980年5月至1982年4月出任重庆大学校长，1980年5月至1982年2月任重庆大学党委书记。后任四川大学党委副书记、副校长等。